# Четири света града
Четири света града (хебр ארבע ערי הקודש) колективни је назив у јеврејској традицији за градове Јерусалим, Хеброн, Сафед и Тиберијаду — четири главна центра јеврејског живота после османско-мамелучког рата:
- Јерусалим, најсветији град у јудаизму и духовни центар јеврејског народа, од 10. века п. н. е, када је краљ Давид изабрао град за изградњу Јерусалимског храма;
- Хеброн, место покопа Аврама, Сара, Исака, Ребека, Јакоба и Леа, јеврејских праоца;
- Сафед, проглашен за свети град након Гранадског указа;
- Тиберијада, место настанка јеврејског талмуда.